# Conus athenae
Conus athenae é uma espécie de caracol marinho, um molusco gastrópode marinho da família Conidae, os caracóis cones e seus aliados.
Como todas as espécies dentro do gênero Conus, esses caracóis são predadores e venenosos. Eles são capazes de "picar" humanos, portanto, os exemplares vivos devem ser manuseados com cuidado ou não devem ser manuseados de forma alguma.

## Descrição
A concha é pequena (com 13,6 a 22,7 mm de comprimento), ventricosamente cônica a cilíndrica-conoidal em forma, com uma espiral moderada a alta de contorno reto. A protoconcha é alta, relativamente grande (0,6 mm), um tanto erodida e de cor carne vagamente tingida de marrom rosado pálido. Existem seis a nove voltas em espiral turriformes abaixo da protoconcha. As rampas suturais possuem um perfil ligeiramente côncavo. As primeiras quatro voltas da espiral são com contas e contêm uma forte corda espiral na borda interna na sutura e uma mais fraca na borda externa. As próximas cinco voltas da espiral são fortemente nodulosas na borda externa e têm um contorno côncavo. A última volta da espiral é muito ligeiramente convexa no contorno. Ela é coberta da base ao ombro com cordões espirais fortes e regulares que são arredondados e uniformemente nodulosos. A última volta da espiral tem um brilho opaco e é branca ou muito levemente amarelo-claro, sem marcas distintivas.

## Distribuição
Esta espécie marinha é encontrada no Havaí. A localidade tipo é a Lagoa Keehi, em Oahu, a 105 braças de profundidade, onde o holótipo foi recolhido de um fundo de coral e lama.